# 1997 na ciência

## Eventos
- 23 de fevereiro - O semanário britânico Observer noticia a existência da ovelha Dolly, o primeiro mamífero clonado, nascida a 5 de julho de 1996, no Instituto Roslin, em Edimburgo.
- 14 de maio - Criação do Instituto Português de Arqueologia.
- 1997 - Erupção submarina no Banco D. João de Castro, no mar entre a ilha Terceira e a ilha de São Miguel, Primavera.[1]

## Nascimentos
| Data | Nome | Profissão | Nacionalidade | Observações | Ref |
| ---- | ---- | --------- | ------------- | ----------- | --- |

## Mortes
| Data            | Nome                    | Profissão                        | Nacionalidade                         | Observações | Ref                                                           |
| --------------- | ----------------------- | -------------------------------- | ------------------------------------- | --- | ------------------------------------------------------------- |
| 8 de janeiro    | Melvin Calvin           | bioquímico                       | Estados Unidos                        | n. 1911 Nobel da Química 1961 | [ 2 ]                                                         |
| 10 de janeiro   | Alexander Todd          | químico                          | Reino Unido da Grã-Bretanha e Irlanda | n. 1907 Medalha e Prêmio Meldola 1936 Medalha Lavoisier (SCF) 1948 Medalha Davy 1949 Medalha Real 1955 Nobel de Química 1957 Tercentenary Lectures 1960 Medalha de Ouro Paul Karrer 1962 Medalha de Ouro Stanislao Cannizzaro 1962 Medalha Copley 1970 Medalha de Ouro Lomonossov 1978 | [ 3 ] [ 4 ] [ 5 ] [ 6 ] [ 2 ] [ 7 ] [ 8 ] [ 9 ] [ 10 ] [ 11 ] |
| 12 de janeiro   | Charles Huggins         | fisiologista                     | Canadá / Estados Unidos               | n. 1901 Nobel de Fisiologia ou Medicina 1966 | [ 12 ]                                                        |
| 17 de janeiro   | Clyde Tombaugh          | astronomia                       | Estados Unidos                        | n. 1906 |                                                               |
| 5 de fevereiro  | Jürgen Neukirch         | matemático                       | Alemanha                              | n. 1937 |                                                               |
| 16 de fevereiro | Chien-Shiung Wu         | física                           | China / Estados Unidos                | n. 1912 Prémio Wolf de Física 1978 Medalha Nacional de Ciências 1975 Prémio Tom W. Bonner de Física Nuclear 1975 | [ 13 ] [ 14 ] [ 15 ]                                          |
| 17 de fevereiro | Darcy Ribeiro           | antropólogo, político e escritor | Brasil                                | n. 1922 |                                                               |
| 7 de março      | Edward Mills Purcell    | físico                           | Estados Unidos                        | m. 1912 Nobel da Física 1952 | [ 16 ]                                                        |
| 31 de março     | Friedrich Hund          | físico                           | Alemanha                              | n. 1896 Medalha Max Planck 1943 | [ 17 ]                                                        |
| 7 de abril      | Georgi Shonin           | cosmonauta                       | União Soviética                       | n. 1935 |                                                               |
| 12 de abril     | George Wald             | bioquímico                       | Estados Unidos                        | n. 1906 Nobel de Fisiologia ou Medicina 1967 | [ 12 ]                                                        |
| 29 de abril     | Eduardo Mascarenhas     | médico e psicanalista            | Brasil                                | n. 1942 |                                                               |
| 2 de maio       | Paulo Freire            | pedagogo                         | Brasil                                | n. 1921 |                                                               |
| 2 de maio       | John Carew Eccles       | cientista                        | Austrália                             | n. 1903 Nobel de Fisiologia ou Medicina 1963 Medalha Real 1962 | [ 12 ] [ 6 ]                                                  |
| 22 de maio      | Alfred Day Hershey      | biólogo                          | Estados Unidos                        | n. 1908 |                                                               |
| 26 de maio      | Manfred von Ardenne     | físico e inventor                | Alemanha                              | n. 1907 |                                                               |
| 25 de junho     | Jacques-Yves Cousteau   | explorador e inventor            | França                                | n. 1910 |                                                               |
| 18 de julho     | Eugene Shoemaker        | geólogo e astrônomo              | Estados Unidos                        | n. 1928 Prémio G. K. Gilbert 1983 Prémio Barringer 1984 Prémio Gerard P. Kuiper 1984 Medalha Leonard 1985 Medalha Rittenhouse 1988 Medalha Nacional de Ciências 1992 Medalha William Bowie 1996 Medalha James Craig Watson 1998                                                        | [ 18 ] [ 19 ] [ 20 ] [ 21 ] [ 22 ] [ 23 ] [ 24 ] [ 25 ]       |
| 20 de julho     | Drummond Hoyle Matthews | geólogo e geofísico              | Reino Unido                           | n. 1931 Medalha Chapman 1973 Medalha Bigsby 1975 Prémio Balzan 1981 Medalha Hughes 1982 Medalha Wollaston 1989 | [ 26 ] [ 27 ] [ 28 ] [ 29 ]                                   |
| 26 de julho     | Kunihiko Kodaira        | matemático                       | Japão                                 | n. 1915 Medalha Fields 1954 Prémio Wolf de Matemática 1984/5 | [ 30 ] [ 31 ]                                                 |
| 23 de agosto    | John Cowdery Kendrew    | químico                          | Reino Unido                           | n. 1917 Nobel da Química 1962 Medalha Real 1965 | [ 2 ] [ 6 ]                                                   |
| 2 de setembro   | Viktor Frankl           | médico e psicoterapeuta          | Áustria                               | n. 1905 |                                                               |
| 15 de outubro   | MacDonald Critchley     | neurologista                     | Reino Unido                           | n. 1900 |                                                               |
| 5 de novembro   | Isaiah Berlin           | filósofo                         | Letônia / Reino Unido                 | n. 1909 |                                                               |
| 7 de dezembro   | Félix Candela           | arquitecto                       | Espanha                               | n. 1910 Medalha de Ouro do IStructE 1960 | [ 32 ]                                                        |
| 26 de dezembro  | Cornelius Castoriadis   | filósofo                         | França                                | n. 1922 |                                                               |

## Prémios

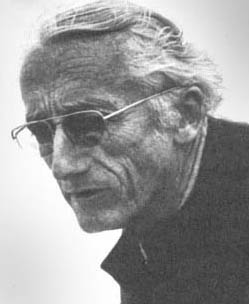
Jacques-Yves Cousteau
1910 - 1997

Medalha Alexander Graham Bell IEEE
- Vint Cerf e Robert Kahn

Medalha Arthur L. Day
- Edward Irving[34]

Medalha Bigsby
- James Anthony Jackson[27]

Medalha Bingham
- G. G. Fuller

Medalha Bruce
- Eugene N. Parker[35]

Medalha Charles A. Whitten
- Gordon Pettengill[36]

Medalha Clarke
- Charles Barry Osmond[37]

Medalha Copley
- Hugh Huxley[10]

Medalha Davy
- Jean-Marie Pierre Lehn[5]

Medalha Dirac (ICTP)
- Peter Goddard e David Olive

Medalha Edison IEEE
- Esther Marley Conwell[39]

Medalha Elliott Cresson
- Irwin Fridovich e Joe Milton McCord

Medalha Franklin
- Mario Capecchi[41]

Medalha Geográfica Cullum
- Melvin G. Marcus[42]

Medalha Guy
- prata - Peter Diggle[43]
- bronze - Gareth Roberts[44]

Medalha Harry H. Hess
- Stanley Hart[45]

Medalha Henry Marshall Tory
- James Arthur[46]

Medalha de Honra IEEE
- George Heilmeier[47]

Medalha Hughes
- Andrew Lang[28]

Medalha Inge Lehmann
- Donald Helmberger[48]

Medalha Innis-Gérin
- Norman Endler[49]

Medalha J. Lawrence Smith
- Medalha J. Lawrence Smith[50]

Medalha James B. Macelwane
- Edouard Bard, Marc Parlange e Robert van der Hilst

Medalha Jason A. Hannah
- Georgina D. Feldberg[52]

Medalha John Adam Fleming
- Jean-Louis LeMouel[53]

Medalha John Fritz
- Arthur E. Humphrey[54]

Medalha Lavoisier (SCF)
- Jean-Marie Lehn[4]

Medalha Leonard
- Ernst Zinner[21]

Medalha Lobachevsky
- Boris P. Komrakov[55]

Medalha Logan
- Eric W. Mountjoy[56]

Medalha Lyell
- Richard Barrie Rickards[57]

Medalha Maurice Ewing
- Karl Karekin Turekian[58]

Medalha Max Planck
- Gerald Brown[17]

Medalha Memorial Rutherford
- Nicholas Kaiser e R. J. Dwayne Miller

Medalha McLaughlin
- Yves Marcel[60]

Medalha McNeil
- Jay Ingram[61]

Medalha Miroslaw Romanowski
- Michel Maldague[62]

Medalha Murchison
- Bernard John Wood[63]

Medalha Nacional de Ciências
- James Watson, Robert A. Weinberg, Darleane Hoffman, Harold Johnston, Shing-Tung Yau, Marshall Rosenbluth, Martin Schwarzschild e  George Wetherill

Medalha Oersted
- Daniel Kleppner[65]

Medalha de Ouro do IStructE
- F. Michael Burdekin[32]

Medalha de Ouro Lomonossov
- Boris Sokolov[11] e Frank Press[11]

Medalha de Ouro da Royal Astronomical Society
- D. Farley e Donald Osterbrock

Medalha Penrose
- John D. Bredehoeft[67]

Medalha Pierre Chauveau
- Jacques Henripin[68]

Medalha Priestley
- Mary Lowe Good[69]

Medalha Real
- Geoffrey Eglinton, John Maynard Smith e Donald Hill Perkins

Medalha Robert E. Horton
- John D. Bredehoeft[70]

Medalha Roebling
- Ian S. E. Carmichael[71]

Medalha Roger Revelle
- Hans Oeschger[72]

Medalha Rutherford
- Thomas William Walker[73]

Medalha Sir John William Dawson
- David Regan[74]

Medalha Sylvester
- Harold Scott MacDonald Coxeter[75]

Medalha Thomas Ranken Lyle
- Anthony William Thomas[76]

Medalha Timoshenko
- John Raymond Willis[77]

Medalha Willet G. Miller
- Paul Felix Hoffman[78]

Medalha William Bowie
- Raymond Hide[24]

Medalha Wollaston
- Douglas James Shearman[29]

Prémio A.G. Huntsman
- Russ E. Davis[79]

Prémio Alfred P. Sloan Jr.
- Paul Nurse[80]

Prémio Barringer
- T. Ahrens[19]

Prémio Bower de Realização em Ciência
- Ralph Lawrence Brinster[81]

Prémio Charles S. Mott
- Judah Folkman[80]

Prémio Chauvenet
- Thomas William Hawkins[82]

Prémio Cole (Teoria dos números)
- Andrew Wiles[83]

Prémio Crafoord
- Fred Hoyle e Edwin Ernest Salpeter

Prémio Fermat
- Michel Talagrand[85]

Prémio G. K. Gilbert
- Ronald Greeley[18]

Prémio Gerard P. Kuiper
- Irwin Shapiro[20]

Prémio Harvey
- Roger Kornberg[86]

Prémio Japão
- Takashi Sugimura, Bruce Ames, Joseph Engelberger e Hiroyuki Yoshikawa

Prémio John J. Carty
- Patrick Vinton Kirch[88]

Prémio Kettering
- Herman Suit[80]

Prémio Kyoto
- Federico Faggin,[89] Stanley Mazor,[89] Marcian Hoff,[89] Masatoshi Shima,[89] Daniel Hunt Janzen[90]

Prémio Leroy P. Steele
- Mikhael Gromov ,[91] Ralph Phillips[92] e Anthony Knapp[93]

Prémio Naylor
- Frank Kelly[94]

Prémio Nobel
- Física[16] - Steven Chu, Claude Cohen-Tannoudji, William D. Phillips.
- Química[2] - Paul D Boyer, John E Walker, Jens C Skou.
- Medicina - Stanley B Prusiner[12]
- Economia - Robert C. Merton,[95] Myron S. Scholes[95]

Prémio Prestwich
- Ciric B.[96]

Prémio Pólya
- John Hammersley[97]

Prémio Remsen
- William Hughes Miller[98]

Prémio Turing
- Douglas Engelbart[99]

Prémio Urey
- Geoffrey Eglinton e John Hayes

Prémio V. M. Goldschmidt
- Devandra Lal[101]

Prémio Vannevar Bush
- Guyford Stever[102]

Prémio Willard Gibbs
- Carl Djerassi[103]

Prémio Whitehead
- Brian Bowditch, A. Grigor'yan e Dominic Joyce